# 西方少数民族共产主义大学
西方少数民族共产主义大学（俄语：Коммунистический университет национальных меньшинств Запада）于1921年11月28日由苏俄人民委员会建立，用来培训俄罗斯西部和伏尔加德意志人的共产党干部。1929年—1930年，开始招收中欧、斯堪的纳维亚和巴尔干的共产党代表，从而变成了培养教育“兄弟党”储备干部的国际学校，经过2—3年培训后，学员会被送回原来的国家。1936年5月共产国际执行委员会将其解散。类似的机构还有东方劳动者共产主义大学和莫斯科国际列宁学校。首任校长为尤利安·马尔赫莱夫斯基。

## 知名毕业生
- 约瑟普·布罗兹·铁托
- 爱德华·卡德尔